# Маяк на острові Святого Івана
Мая́к на о́строві Свято́го Іва́на (болг. Фар на остров Свети Иван) — гідролокаційний маяк на острові Святого Івана поблизу Созополя.
Маяк має вигляд білої круглої залізобетонної вежі висотою 9,20 м, що побудована в 1911 році. від Barbiev Benards Turenne-Paris. Його світло видно за 18 морських миль углиб Чорного моря. Режим підсвічування (блимає) вмикається 0,5 с, вимикається 2 с, вмикається 0,5 с, вимикається 7 с і подає звуковий сигнал.